# Parisa Tabriz
Parisa Tabriz, nota anche con lo pseudonimo di Security Princess (1983), è un'informatica statunitense di origini iraniane.

## Biografia
Parisa Tabriz è nata da padre iraniano, medico di professione, e madre americana, infermiera, di origine polacco-americana. È cresciuta nella periferia di Chicago ed ha due fratelli minori.
Si iscrisse all'Università dell'Illinois a Urbana-Champaign per studiare ingegneria informatica, ma presto si interessò invece all'informatica teorica. Ha conseguito una laurea in scienze e un master presso l'università  e ha svolto ricerche sulla sicurezza wireless e sugli attacchi alle tecnologie di miglioramento della privacy, coautrice di articoli con il suo consulente Nikita Borisov.
Le venne poi offerto uno stage estivo presso il team di sicurezza di Google,  ed è entrata a far parte dell'azienda pochi mesi dopo la sua laurea nel 2007.
Nel 2013 Tabriz ha assunto la guida della sicurezza di Google Chrome.
Nel 2013, Tabriz ha moderato il discorso "Got SSL?" al Chrome Dev Summit.
Nel 2014, Tabriz ha avviato una campagna per favorire l’adozione del protocollo HTTPS. Nel 2015, meno del 50% del traffico visto da Chrome era su HTTPS e nel 2019 la percentuale di traffico HTTPS era aumentata al 73-95% su tutte le piattaforme. Tabriz si è espressa anche contro l'intercettazione da parte del governo delle connessioni HTTPS sull'Internet pubblica.
Nel 2014 ha tenuto il discorso "Do Know Evil" alla Chrome Developers Conference.
Nel 2016, Tabriz ha assunto la responsabilità di Project Zero, un gruppo di ricerca sulla sicurezza offensiva.
Nel 2016 è stata la principale relatrice alla Python Conference (PyCon) a Portland, in Oregon.
Due anni dopo ha assunto lo stesso ruolo alla Black Hat Conference.
Nel 2018, in risposta al fatto che la conferenza RSA aveva un solo relatore principale non maschio in una serie di 20 keynote, Tabriz ha co-fondato la conferenza Our Security Advocates, OURSA. In soli cinque giorni, Tabriz e gli organizzatori hanno messo insieme un gruppo di relatori composto da relatori esperti provenienti da contesti sottorappresentati, 14 dei quali erano donne.
Nel 2020, Tabriz è diventata responsabile del prodotto, ingegneria e UX, Chrome.

## Riconoscimenti
Nel 2012, Forbes l'ha inclusa nell'elenco delle "30 migliori persone sotto i 30 anni da tenere d'occhio nel settore tecnologico".
Nel 2017, Wired l'ha inclusa nella lista dei 20 visionari della tecnologia.
Nel 2018, Fortune l'ha inclusa nella lista annuale dei giovani "40 under 40" che hanno più influenza nell'elenco delle attività commerciali.